# Федерація українців Вірменії «Україна»
Федерація українців Вірменії «Україна» (ФУВ) — безпартійна неприбуткова організація, яка представляє українську громаду Вірменії, є членом Світового конґресу українців та Української всесвітньої координаційної ради. Об'єднує основні товариства і організації української діаспори.

## Історія
У 1995 році було створено громадську організацію з метою проведення роботи, спрямованої на задоволення потреб вірменського українства, збереження та пропаганду української культури, традицій, звичаїв. Перші кроки було спрямовано на розбудову осередків в основних містах проживання української громади. 2002 року Федерація увійшла до Світового конґресу Українців.

## Організація
Федерацію очолює голова, що обирається під час звітно-виборної конференції. Щорічно надаються звіти про роботу керуючого органу. Керівництвом Федерації створені регіональні відділення в містах Ванадзор, Гюмрі, Раздан, Іджеван та Севан. осідок розташовано у Єревані. Членами Федерації є близько 70 % діаспорян, тобто бл. 2,5 тис. осіб. Це переважно жінки, які свого часу одружилися з вірменами. Багаторічним керівником Федерації була Романія Явір. натепер головою є Ганна Арутюнян.
При Федерації створені чотири аматорські колективи:
- ансамбль української пісні «Дніпро» — м. Єреван;
- дитячий ансамбль «Дзвіночок» — м. Єреван;
- вокальний ансамбль «Вербиченька» — м. Ванадзор;
- дитячий хореографічний ансамбль «Малятко» — м. Єреван.

У квітні 2008 року утворилася молодіжна організація «Українська молодь Вірменії», яка налічує приблизно 50 осіб.

## Діяльність
1997 року засновано власний друкований орган — часопис «Дніпро — Славутич», який виходить раз на місяць українською та вірменською мовами.
Традиційно Федерація відзначає Різдво, Великдень, свято Слов'янської Масниці, Святого Миколая, Шевченківські дні, День Конституції, День Незалежності України. 195-річчя від дня народження Тараса Шевченка та 200-річчя від
дня народження Миколи Гоголя Федерація провела під гаслом: «Два генії одного народу».
Федерацією українців Вірменії організовано українські недільні школи в містах: Єреван, Ванадзор, Севан, Гюмрі. Регулярно за підтримки ФУВ відправляють 25—27 діаспорян у ВНЗ України, насамперед Львова і Тернополя.
Для дітей Федерація влаштовує щорічні відпочинки в Міжнародному таборі «Артек», таборі «Молода гвардія», Одеса та в таборах Вірменії — «Сірануш», «Цахкадзор» тощо.
Створена релігійна православна громада. Святійший Патріарх Києва i всієї Руси-України Філарет затвердив її статут.
2011 року закладені основи Музею Тараса Шевченка. Цією основою стала вірменська школа № 42 ім. Тараса Шевченка.
2013 року після багаторічної підготовки в Єревані встановлено пам'ятник Тарасові Шевченку.

## Голови
- Романія Явір (1995—2014)
- Ганна Арутюнян (з 2014 — дотепер)